# Liste der Kulturdenkmäler in Eppertshausen
Die folgende Liste enthält die in der Denkmaltopographie ausgewiesenen Kulturdenkmäler auf dem Gebiet  der Gemeinde Eppertshausen, Landkreis Darmstadt-Dieburg, Hessen.
Hinweis: Die Reihenfolge der Denkmäler in dieser Liste orientiert sich zunächst an Ortsteilen und anschließend der Anschrift, alternativ ist sie auch nach der Bezeichnung, der vom Landesamt für Denkmalpflege vergebenen Nummer oder der Bauzeit sortierbar.
Kulturdenkmäler werden fortlaufend im Denkmalverzeichnis des Landes Hessen durch das Landesamt für Denkmalpflege Hessen auf Basis des Hessischen Denkmalschutzgesetzes (HDSchG) geführt. Die Schutzwürdigkeit eines Kulturdenkmals hängt nicht von der Eintragung in das Denkmalverzeichnis des Landes Hessen oder der Veröffentlichung in der Denkmaltopographie ab.

Das Vorhandensein oder Fehlen eines Objekts in dieser Liste ist keine rechtsverbindliche Auskunft darüber, ob es Kulturdenkmal ist oder nicht: Diese Liste entspricht möglicherweise nicht dem aktuellen Stand der offiziellen Denkmaltopographie. Diese ist für Hessen in den entsprechenden Bänden der Denkmaltopographie Bundesrepublik Deutschland und im Internet unter DenkXweb – Kulturdenkmäler in Hessen einsehbar. Auch diese Quellen sind, obwohl sie durch das Landesamt für Denkmalpflege Hessen aktualisiert werden, nicht immer aktuell, da es im Denkmalbestand immer wieder Änderungen gibt.
Eine verbindliche Auskunft erteilt allein das Landesamt für Denkmalpflege Hessen.
Nutze diese Kartenansicht, um Koordinaten in der Liste zu setzen. In dieser Kartenansicht sind Kulturdenkmale ohne Koordinaten mit einem roten bzw. orangen Marker dargestellt und können in der Karte gesetzt werden. Kulturdenkmale ohne Bild sind mit einem blauen bzw. roten Marker gekennzeichnet, Kulturdenkmale mit Bild mit einem grünen bzw. orangen Marker.

## Kulturdenkmäler nach Ortsteilen

### Eppertshausen
| Bild                               | Bezeichnung                                   | Lage                                                                        | Beschreibung | Bauzeit                                                    | Objekt-Nr. |
| ---------------------------------- | --------------------------------------------- | --------------------------------------------------------------------------- | --- | ---------------------------------------------------------- | ---------- |
| Babenhäuser Straße · Brückenstraße | Gesamtanlage Babenhäuser Straße/Brückenstraße | Babenhäuser Straße, Brückenstraße Lage                                      | Aus historischen Hofanlagen an der Einmündung der Brückenstraße in die Babenhäuser Straße bestehende Gesamtanlage. | 18. und 19. Jahrhundert                                    | 14992 DDB  |
| Hauptstraße                        | Gesamtanlage Hauptstraße                      | Hauptstraße Lage                                                            | Gesamtanlage, die einige giebelständige, zweigeschossige Fachwerkhäuser der westlichen Bauzeile umfasst. | 18. Jahrhundert                                            | 777693 DDB |
| Schulstraße · Kapellenstraße       | Gesamtanlage Historischer Ortskern            | Friedhofstraße, Kapellenstraße, Schulstraße Lage                            | Gesamtanlage, die v. a. giebelständige, zweigeschossige Fachwerkhäuser (tlw. verputzt/verschindelt) entlang der Schulstraße umfasst. Die Häuser stehen dicht und sind entlang der Straße treppenförmig versetzt. |                                                            | 777694 DDB |
| Fachwerkhaus                       | Fachwerkhaus                                  | Babenhäuser Straße 1 LageFlur: 1, Flurstück: 187/2                          | Zweigeschossiges, verschindeltes Fachwerkhaus mit Mansarddach, seit 1751 Pfarrhaus. |                                                            | 14997 DDB  |
| Hofanlage                          | Hofanlage                                     | Babenhäuser Straße 8/10 LageFlur: 2, Flurstück: 358/3                       | Hofanlage, aus giebelständigem Wohnhaus und traufständigem Anbau bestehend. | Anfang 18. Jahrhundert (Wohnhaus), 19. Jahrhundert (Anbau) | 777695 DDB |
| Wegekreuz                          | Wegekreuz                                     | Babenhäuser Straße 13 LageFlur: 8, Flurstück: 149/12                        | Rotes Sandsteinkreuz mit Bronzekorpus auf rechteckigem Sandsteinaltar. |                                                            | 14996 DDB  |
| Bahnhof                            | Bahnhof                                       | Feldstraße 3 LageFlur: 9, Flurstück: 274/11                                 | Zweigeschossiger Typenbau in gelbem Ziegelmauerwerk auf T-förmigem Grundriss, nach oben abgeschlossen durch zwei sich verschneidende Satteldächer. Die Fassade wird horizontal durch rote Klinkerbänder gegliedert. | 1896                                                       | 87144 DDB  |
| Valentinus-Kapelle                 | Valentinus-Kapelle                            | Friedhofstraße 2 LageFlur: 1, Flurstück: 63                                 | Kapellenbau auf quadratischem Grundriss mit angesetztem halbkreisförmigem Chor und Dachreiter mit achtseitiger Haube und Laterne. | 1440, grundlegende Veränderung Mitte des 18. Jahrhunderts  | 14998 DDB  |
| weitere Bilder                     | Friedhofsmauer und Kriegerdenkmäler           | Friedhofstraße 39, Friedhofstraße LageFlur: 2, Flurstück: 202, 211/1, 541/1 | Friedhofsanlage mit Denkmälern für die Gefallenen des Ersten und Zweiten Weltkriegs nahe dem Haupteingang. | um 1900                                                    | 404095 DDB |
| weitere Bilder                     | Katholische Pfarrkirche St. Sebastian         | Hauptstraße 1 LageFlur: 1, Flurstück: 126                                   | Einfaches klassizistisches Kirchengebäude im Moller-Stil, bestehend aus Langhaus mit flachem Satteldach und halbrundem Choranbau sowie Kirchturm mit Plattform und Achtseithelm. | 1825–1832                                                  | 14999 DDB  |
| Fachwerkhaus                       | Fachwerkhaus                                  | Hauptstraße 11 LageFlur: 1, Flurstück: 121/4                                | Giebelständiges, zweigeschossiges Wohnhaus mit hinter Verputz liegendem barockem Fachwerkgefüge. |                                                            | 87145 DDB  |
| Gebäudeensemble                    | Gebäudeensemble                               | Schulstraße 2 LageFlur: 1, Flurstück: 127/5                                 | Zwei Gebäude am zentralen Dorfplatz hinter der Kirche: ein Ackerbürgerhaus des 18. Jahrhunderts und ein Dorfschulhaus von 1901/09. Als Kopfbau zur Schulstraße hat das ehemalige Ackerbürgerhaus eine besondere Funktion für das Straßenbild. Das Steingebäude (Dorfschulhaus) weist große Segmentbogenfenster im Erdgeschoss auf. | 18. Jahrhundert (Ackerbürgerhaus), 1901/09 (Dorfschulhaus) | 15001 DDB  |
| Bauernhaus                         | Bauernhaus                                    | Schulstraße 6 LageFlur: 1, Flurstück: 125/4                                 | Zweigeschossiges Fachwerkhaus mit massiv verändertem Erdgeschoss. | 1. Hälfte 18. Jahrhundert                                  | 15002 DDB  |
| Bauernhaus                         | Bauernhaus                                    | Schulstraße 22 LageFlur: 1, Flurstück: 104                                  | Giebelständiges, zweigeschossiges Fachwerkhaus mit Krüppelwalmdach und massiv erneuertem Erdgeschoss aus Sandsteinmauerwerk. (Teil der Gesamtanlage Historischer Ortskern) | 18. Jahrhundert                                            | 860201     |